# Au clair de la lune

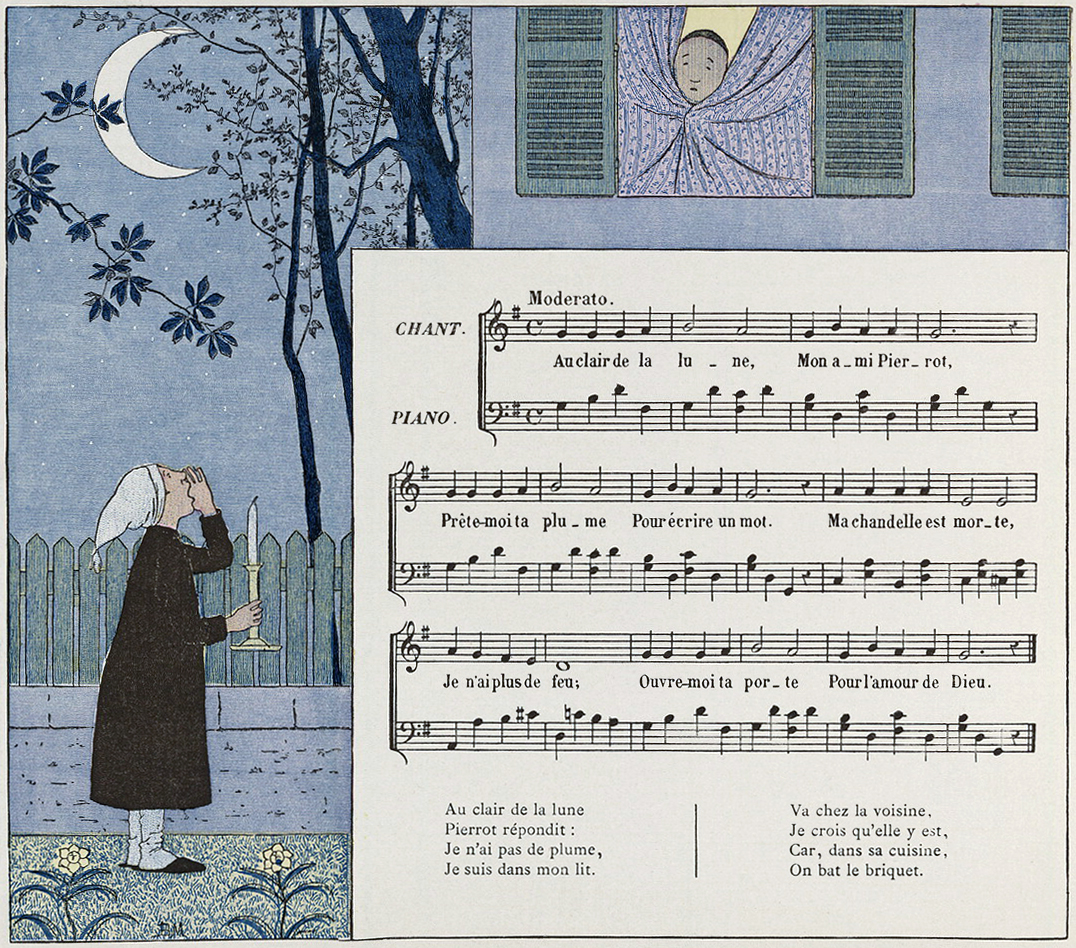
Au clair de la lune aus einem französischen Kinderbuch von 1910 (Vieilles Chansons pour les Petits Enfants: Avec Accompagnements, Buchautor: Charles-Marie Widor, Illustrator: Louis Maurice Boutet de Monvel)

Au clair de la lune („Im Mondschein“) ist der Titel und der Beginn eines französischen Volks- und Kinderliedes aus dem 18. Jahrhundert. Der Autor des Liedtextes ist unbekannt, als Komponist wird in einigen Quellen Jean-Baptiste Lully (1632–1687) genannt, was jedoch nicht belegt ist.

## Inhalt

### Melodie

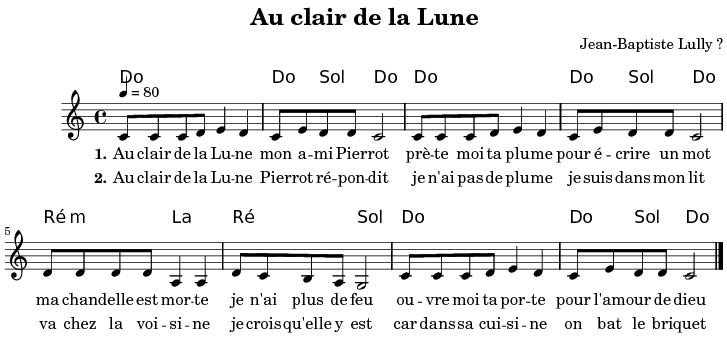
Notenbild von Au clair de la lune.

Die Melodie ist sehr einfach und eingängig und verzichtet wie die meisten Volkslieder auf jede Modulation. Sie besteht aus vier rhythmisch identischen Zweitaktgruppen, deren dritte melodisch variiert ist und zur Dominante führt. Wegen ihrer kleinen Intervalle und des geringen Tonumfangs ist sie einfach zu singen und auf Instrumenten zu spielen und wird daher gelegentlich im Instrumentalunterricht für Kinder verwendet.

### Text
französischer Text

1.

Au clair de la lune,

Mon ami Pierrot,

Prête-moi ta plume

Pour écrire un mot.

Ma chandelle est morte,

Je n’ai plus de feu ;

Ouvre-moi ta porte,

Pour l’amour de Dieu.

2.

Au clair de la lune,

Pierrot répondit :

« Je n’ai pas de plume,

Je suis dans mon lit.

Va chez la voisine,

Je crois qu’elle y est,

Car dans sa cuisine

On bat le briquet. »

3.

Au clair de la lune,

L’aimable Lubin

Frappe chez la brune,

Elle répond soudain :

— Qui frapp’ de la sorte?

Il dit à son tour :

— Ouvrez votre porte

Pour le dieu d’amour!

4.

Au clair de la lune,

On n’y voit qu’un peu.

On chercha la plume,

On chercha le feu.

En cherchant d’la sorte,

Je n’sais c’qu’on trouva ;

Mais je sais qu’la porte

Sur eux se ferma...
Deutsche Prosaübersetzung

1.

Im Mondschein,

mein Freund Pierrot,

leih mir deine Feder,

um eine Nachricht zu schreiben.

Meine Kerze ist aus,

ich habe kein Feuer mehr.

Öffne mir deine Tür,

um der Liebe Gottes willen.

2.

Im Mondschein

antwortete Pierrot:

Ich habe keine Feder,

ich bin in meinem Bett.

Geh zur Nachbarin,

ich glaube, sie ist da,

denn in ihrer Küche

schlägt man den Feueranzünder.

3.

Im Mondschein

klopft der liebenswürdige Lubin

bei der Brünetten.

Sie antwortet sofort:

Wer klopft so?

Er sagte seinerseits:

Öffnen Sie Ihre Tür

für den Liebesgott!

4.

Im Mondschein,

da sieht man nur wenig.

Man suchte die Feder,

man suchte das Feuer.

Bei dieser Suche

fand man, ich weiß nicht was.

Aber ich weiß, dass die Tür

sich hinter ihnen schloss...

### Texterläuterungen
Es gibt einige Textvarianten des Liedes.
Der Originaltext der zweiten Zeile der ersten Strophe lautete ursprünglich wohl Prête-moi ta lume (lume = lumière), also „Leih mir dein Licht“, statt plume (Schreibfeder), was in dieser Form mehr dem Sinn des gesamten Liedes entspräche.
In der dritten Strophe findet sich anstatt Lubin auch Arlequin (Harlekin): Au clair de la lune s’en fut Arlequin / Tenter la fortune au logis voisin.
Pierrot ist zum einen das Diminutiv von Pierre (Peter), aber auch eine umgangssprachliche Bezeichnung für den Sperling sowie der Name des Hanswurstes im italienischen Lustspiel.
Pierrot und Harlekin sind Nebenbuhler in Liebesdingen in der italienischen Commedia dell’arte. Ersterer hat stets ein weißgepudertes Gesicht und trägt ein weißes, weites Gewand, letzterer eine Halbmaske und eine vielfarbige, enge Kleidung.
Mit Ausdrücken wie Lubin (moralisch verkommener Mönch), chandelle (Kerze), battre le briquet (das Feuerzeug anzünden/das Feuer entfachen) oder der Metapher der sich schließenden Tür macht die Originalversion des Liedes zahlreiche sexuelle Anspielungen. Ein frivoles Wortspiel ist besonders die Umstellung von pour l’amour de Dieu (im älteren Französisch gebräuchlicher Zusatz bei einer dringenden Bitte: „um Gottes willen“) in pour le dieu d’amour („für den Gott der Liebe“).

## Bemerkungen
Muzio Clementi (1752–1832) verwendete die Melodie als Thema in seiner Fantasia con Variazioni über „Au clair de la lune“ op. 48 (1821).
Eine von Édouard-Léon Scott de Martinville 1860 mit einem Phonautographen erstellte Aufnahme des Liedes konnte 2008 digital rekonstruiert und wieder hörbar gemacht werden. Diese gilt als älteste Tonaufnahme der Welt, 17 Jahre bevor Thomas Alva Edison das Patent für seinen Phonographen erhielt.
Das Lied findet in einer zweisprachigen Version in dem Film Gritta von Rattenzuhausbeiuns Verwendung.

## Hörbeispiele
- Au clair de la lune – gesungene Neubearbeitung in Anlehnung an die Variationen von Matteo Carcassi (1792–1852), Video